# Mimozotale flavolineata
Mimozotale flavolineata là một loài bọ cánh cứng trong họ Cerambycidae.